# OLD (バンド)
OLD（オールド）は、日本の4人組ロックバンド。2000年結成。

## 現メンバー
- 品川洋（しながわ ひろし、1981年4月7日 - ）Vocal, Guitar、札幌市出身。
- 大野量平（おおの りょうへい、1982年1月28日 - ）Bass, Chorus、札幌市出身。

### 休養中
- 杉村博樹（すぎむら ひろき、1979年6月22日 - ）Guitar, Chorus、石狩市出身。2012年3月15日無期限休養。

## サポートメンバー
- 北山秀一（きたやま しゅういち、1982年11月18日）Guitar,Chorus、三笠市出身。Waterlineで活動中。

## 脱退
- 神田直樹（かんだ なおき、1978年8月22日 - ）Drums 2003年加入、札幌市出身。2014/11/2にて脱退。

## 来歴
幼馴染みの品川洋と大野量平が、2000年に北海道札幌市で杉村博樹らを迎えて結成。
2002年：Sony Music Auditionファイナルでso-fio Records賞を受賞するが、その後ドラマーが脱退。
2003年：神田直樹が加入し、現在のラインナップとなる。北海道限定シングルの発表。
2004年：9月、 gr8! recordsよりメジャー・デビュー。浜田省吾、スピッツが所属する事務所「ロード&スカイ」と契約。
2006年：秋に上記レコード会社を離れ、自主レーベルを立ち上げる。
2012年：5/27 品川長年の希望が叶い、地元琴似神社の春季大祭のステージに立つ（縦組出演）
2014年：8/16　ライジング・サン・ロックフェスティバル 2014 in EZO 〜defgarageにて初出演。

## ディスコグラフィー

### シングル
- 可憐（2003年10月）北海道限定シングル
- WAYWAY（2004年4月）北海道限定シングル
- throw motion（2004年9月23日）メジャー・デビュー曲
- 見つめていたい（2004年11月3日）
- あめにもまけて（2007年3月7日）
- 今年も雪が降る （2007年9月26日）
- もしも明日しんでしまうなら（2011年7月27日）EP
- どうしようもなく叫びたくて、何か奏でたかった（2013年7月24日）2013年第一弾サマーシングル
- 傷つけたくない、傷つけちゃうけど（2013年9月25日）OLD史上最速シングル

### アルバム
- DAYDREAMER（2005年3月24日）
- プラチナ（2006年11月8日）ミニアルバム
- 251 LIVE RALLY4 （2007年11月14日）オムニバスライブアルバム
- オトキタ08 （2008年5月28日）
- kujaku（2008年12月3日）
- 星の模倣（2009年11月）会場限定ライブアルバム
- 美しく内側から包み込む(2012年4月25日）ミニアルバム
- 未だかつて見たことのない素晴らしいもの（2013年11月27日）
- 暖炉音楽2013 LIVE音源（2014年2月16日）※暖炉音楽2014会場にて発売スタート